# Parafia wojskowa św. Agnieszki w Krakowie
Wojskowa Parafia Personalna św. Agnieszki w Krakowie – parafia rzymskokatolicka należąca do dekanatu Wojsk Specjalnych Ordynariatu Polowego Wojska Polskiego (do roku 2012 parafia należała do Krakowskiego Dekanatu Wojskowego) na Stradomiu przy ul. Dietla.

## Historia parafii
21 stycznia 1993 roku, dekretem bpa polowego Sławoja Leszka Głódzia reaktywowano personalną parafię wojskową pw. św. Agnieszki.
Kościół parafialny wybudowany w 1558–1561, konsekrowany w 1936.
1 sierpnia 2008 roku dziekanem krakowskiego Dekanatu wojskowego został mianowany ks. płk Mirosław Sułek, proboszcz parafii wojskowej w Katowicach. Do 2012 roku parafia należała do Krakowskiego Dekanatu Wojskowego.

### Proboszczowie
Proboszczami Garnizonu byli:
- ks. ppłk Roman Miszka (1945–1950)
- ks. płk Henryk Weryński (1950–1963)
- ks. mjr Zygmunt Staniszewski (1963–1970)
- ks. płk Zygmunt Gola (1970–1980)
- ks. płk Józef Kubicki (1980–1988)
- ks. płk Zygmunt Gola (1988–1955)

...
- ks. płk Zygmunt Gola (1993–1996)
- ks. płk Henryk Polak (1996–2007)
- ks. płk dr Stanisław Gulak (2007–2016)
- ks. płk dr Piotr Sroka (obecnie)

## Jednostki i instytucje wojskowe Garnizonu Kraków
Jednostki i instytucje wojskowe Garnizonu Kraków objęte opieką duszpasterską:
- Dowództwo Wojsk Specjalnych
- 2 Korpus Zmechanizowany
- 6 Brygada Powietrznodesantowa
- 6 Batalion Dowodzenia
- 16 Batalion Powietrznodesantowy
- Oddział Żandarmerii Wojskowej
- 8 Baza Lotnictwa Transportowego
- 32 Ośrodek Dowodzenia i Naprowadzania
- 3 Rejon Wsparcia Teleinformatycznego Sił Powietrznych
- 5 Wojskowy Szpital Kliniczny z Polikliniką
- 5 Batalion Dowodzenia
- Wojewódzki Sztab Wojskowy w Krakowie
- Wojskowa Komenda Uzupełnień Kraków – Krowodrza
- Rejonowy Zarząd Infrastruktury
- Garnizonowy Ośrodek Mobilizacji
- Regionalny Węzeł Łączności
- Oddział Regionalny Wojskowej Agencji Mieszkaniowej
- Agencja Mienia Wojskowego
- Klub Garnizonowy 2 Korpusu Zmechanizowanego
- Wojskowy Ośrodek Medycyny Prewencyjnej
- Terenowa Komisja Lekarska
- Departament Kontroli MON
- Wojskowa Komenda Transportu
- Straż Ochrony Kolei
- Służba Celna

## Zakony działające na terenie parafii
- Siostry Niepokalanego Serca Maryi